# Kokino

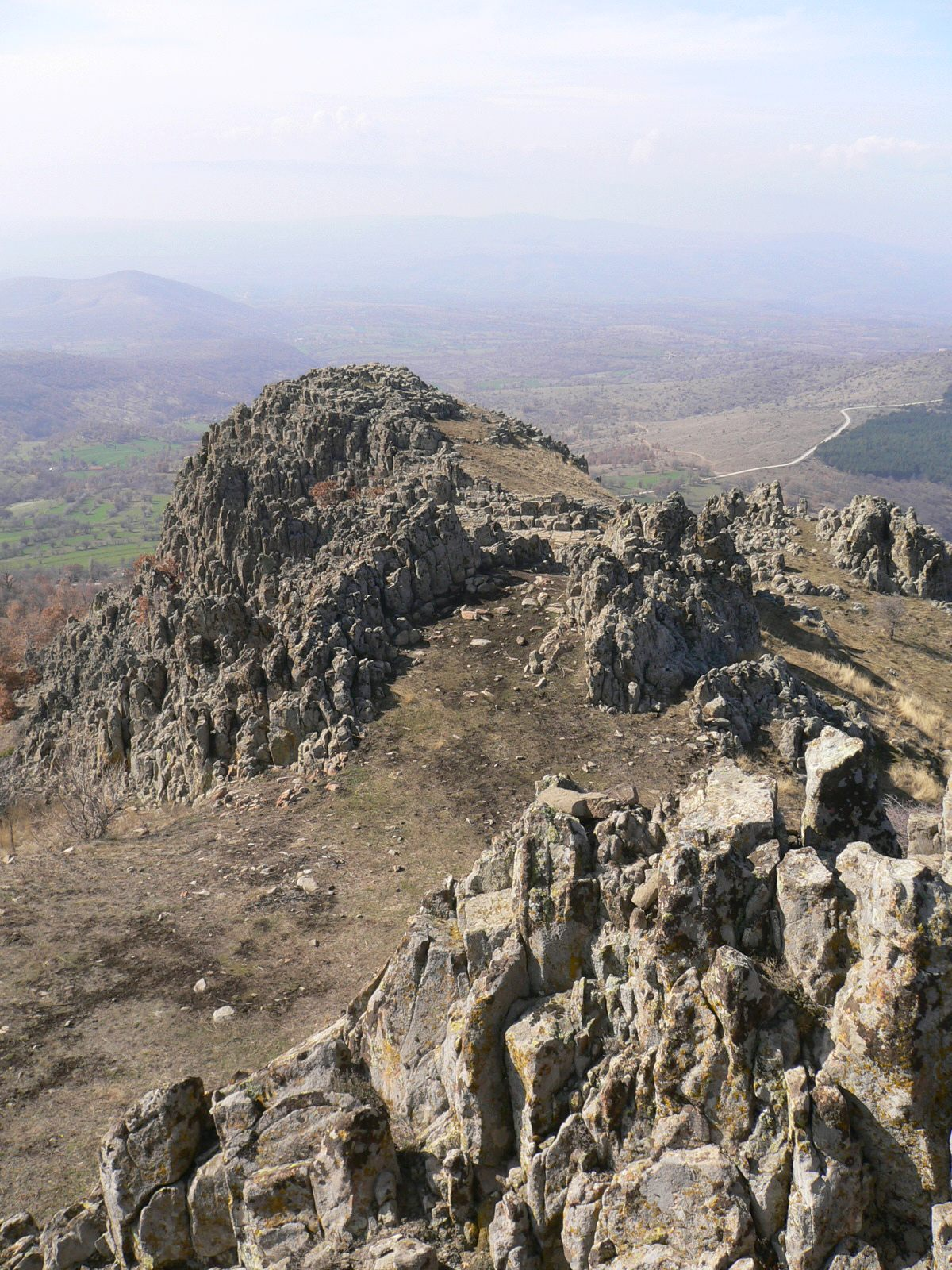
Kokino

Kokino (makedonska: Кокино) är ett fornminne i Nordmakedonien. På platsen, som ligger i nordöstra Makedonien cirka 30 km från Kumanovo, fanns ett megalitiskt observatorium som av NASA bedömts vara världens fjärde viktigaste antika sådana efter Abu Simbel, Stonehenge och Angkor Wat.
Platsen ligger 1013 meter över havet och tros vara cirka 3800 år gammal. De äldsta fynden på platsen härstammar från äldre bronsåldern men fynd från den mellersta delen av bronsåldern är mest talrika på platsen. Fynden utgörs främst av keramik, malstenar och gjutformar.
Sedan 30 januari 2009 är Kokino uppsatt på Nordmakedoniens tentativa världsarvslista.